# 秀丽湖
秀丽湖("Excellentiae"拉丁文为"卓越湖")是月球南部纬度地区相对较小且形状不规则的月海，位于月球正面西南，湿海南部崎岖的高地中。最突出的特征是其盆地内直径25公里，被黑色熔岩所淹没的克劳修斯陨石坑。

秀丽湖的月面座标为35°24′S 44°00′W / 35.4°S 44.0°W，大小在直径184公里范围内。该月湖名称为相对较近才增添的月球地名术词，于1976年被国际天文学联合会大会被正式批准。

秀丽湖也是欧洲SMART-1号月球探测器的撞击地点。2006年9月3日探测器在完成其使命后，降低轨道撞向月球表面，天文学家则通过观察，检测出其喷发物的材质。

## 参引资料
1. ↑  . BBC 新闻. 2006-09-03  [2010-05-07]. （原始内容存档于2008-05-13）.